# Absolute Music 4
Absolute Music 4 er en kompilation i serien Absolute Music udgivet den 11. november 1993. Albummet var det mest solgte album i Danmark i 1993 med over 200.000 solgte stk. Cd-versionen indeholder 18 sange, mens bånd- og vinyl-versionen indeholder 24 sange. Nogle af sangene udkom senere på The Best Of Absolute Music 4-5-6.

## Sangliste (CD)
| 1.  | "Living On My Own"                               | F. Mercury                                           | Freddie Mercury           | 3:21 |
| 2.  | "Go West"                                        | J. Morali, H. Belolo, V. Willis, N. Tennant, C. Lowe | Pet Shop Boys             | 5:03 |
| 3.  | "What's Up"                                      | L. Perry                                             | 4 Non Blondes             | 4:15 |
| 4.  | "(I Can't Help) Falling In Love With You"        | H. Peretti, L. Cretore, G.D. Weiss                   | UB40                      | 3:24 |
| 5.  | "Follow the Midnight Sun"                        | K. Hirschburger, G. Hodgson, M. Reilly, H. Kemmler   | Maggie Reilly             | 4:25 |
| 6.  | "Relax"                                          | P. Gill, H. Johnson, B. Nash, M. O'Toole             | Frankie Goes to Hollywood | 3:53 |
| 7.  | "Ain't Nothing You Can Do"                       | A. Strong                                            | Andrew Strong             | 3:54 |
| 8.  | "I'd Do Anything for Love (But I Won't Do That)" | J. Steibman                                          | Meat Loaf                 | 5:13 |
| 9.  | "Wild World"                                     | C. Stevens                                           | Mr. Big                   | 3:27 |
| 10. | "A Place To Turn"                                | J. Rugsted, S. Kreutzfeldt, P. Lavon                 | Peaches & Bobo            | 4:28 |
| 11. | "Can't Get Enough Of Your Love"                  | B. White                                             | Taylor Dayne              | 4:25 |
| 12. | "Pray"                                           | G. Barlow                                            | Take That                 | 3:44 |
| 13. | "Hero" (feat. Phil Collins)                      | P. Collins, D. Crosby                                | David Crosby              | 4:39 |
| 14. | "Kiss that Frog"                                 | P. Gabriel                                           | Peter Gabriel             | 4:20 |
| 15. | "Sally Comes Around"                             | J. Blake                                             | Bonnie Tyler              | 3:38 |
| 16. | "Don't Let Me Down"                              | J. Lennon, K. Jones, K. Mills, M. Rossiter, S. Mason | The Sandmen               | 3:22 |
| 17. | "The Ones You Love"                              | R. Astley, D. West                                   | Rick Astley               | 7:13 |
| 18. | "Walk Through the World"                         | M. Cohn                                              | Marc Cohn                 | 4:05 |

## Sangliste (BÅND/VINYL)

### Bånd 1/Vinyl 1
1. Freddie Mercury – "Living On My Own"
2. Pet Shop Boys – "Go West"
3. 4 Non Blondes – "What's Up?"
4. UB40 – "(I Can't Help) Falling In Love With You"
5. Maggie Reilly – "Follow The Midnight Sun"
6. Kim Appleby – "Light Of The World"
7. Frankie Goes to Hollywood – "Relax"
8. Andrew Strong – "Ain't Nothin' You Can Do"
9. Meat Loaf – "I'd Do Anything For Love (But I Won't Do That)"
10. Mr. Big – "Wild World"
11. Duran Duran – "Come Undone"
12. Taylor Dayne – "Can't Get Enough Of Your Love"

### Bånd 2/Vinyl 2
1. Peaches & Bobo – "A Place To Turn"
2. Take That – "Pray"
3. Tina Turner – "Disco Inferno"
4. David Crosby & Phil Collins – "Hero"
5. Maria McKee – "I'm Gonna Soothe You"
6. Peter Gabriel – "Kiss That Frog"
7. Bonnie Tyler – "Sally Comes Around"
8. The Sandmen – "Don't Let Me Down"
9. Debbie Harry – "I Can See Clearly"
10. Soul II Soul – "Wish"
11. Rick Astley – "The Ones You Love"
12. Mark Cohn – "Walk Through The World"